# Felix Healy
Patrick Joseph Healy (Derry, 1955. szeptember 27.  – ) északír válogatott labdarúgó, edző.

## Pályafutása

### Klubcsapatban
Derryben született. Pályafutását 1974-ben az ír Sligo Rovers csapatában kezdte. 1976-ban a Lisburn Distilleryhez szerződött, ahol két évet töltött. 1978-ban az ír Finn Harps játékosa volt kis ideig. 1978 és 1980 között Angliában a Port Vale együttesében szerepelt. 1980-tól 1987-ig a Coleraine FC játékosa volt. 1987 és 1991 között a Derry City csapatában játszott, melynek tagjaként 1989-ben megnyerte az ír bajnokságot, az ír kupát és az ír ligakupát. 1992-ben a Coleraine színeiben fejezte be a pályafutását. 

### A válogatottban
1982-ben 4 alkalommal szerepelt az északír válogatottban és 2 gólt szerzett. Részt vett az 1982-es világbajnokságon, ahol a Honduras elleni mérkőzésen csereként lépett pályára. A Jugoszlávia, a Spanyolország, az Ausztria és a Franciaország elleni találkozókon nem kapott lehetőséget.

## Sikerei, díjai
Derry City
- Ír bajnok (1): 1988–89
- Ír kupagyőztes (1): 1988–89
- Ír ligakupagyőztes (2): 1988–89, 1990–91